# 文魯彬
文魯彬（英語：Robin J. Winkler，1954年7月7日—）是台灣環保運動參與者，台灣綠黨中央評議委員。他的職業是外國法事務律師。
文魯彬原籍美國，1977年至台灣居住，2003年8月放棄美國國籍，2003年11月歸化為中華民國國籍。文魯彬創辦博仲法律事務所，負責外國法事務（美國）。

## 台灣蠻野心足生態協會
2003年12月文魯彬成立台灣蠻野心足生態協會，2005年由行政院環境保護署聘任為第6屆環評委員，但2007年因故並未連任；有一說法係因行政院不滿其堅持反對環保署寬容台塑六輕超量用水，阻止其連任。近年致力於使「台灣蠻野心足生態協會」成為台灣最專業的環境生態法律團體，希望透過法律層面的研究而對台灣生態保護有所貢獻，因而積極參與台灣環境生態政策、法律研究及環保訴訟業務，如溫室氣體減量、確保生物多樣性、搶救中華白海豚、焚化爐政策、檢討公路興建、非核家園、台灣原住民傳統領域土地之歸還等環保活動。

## 事件

### 批評核能議題

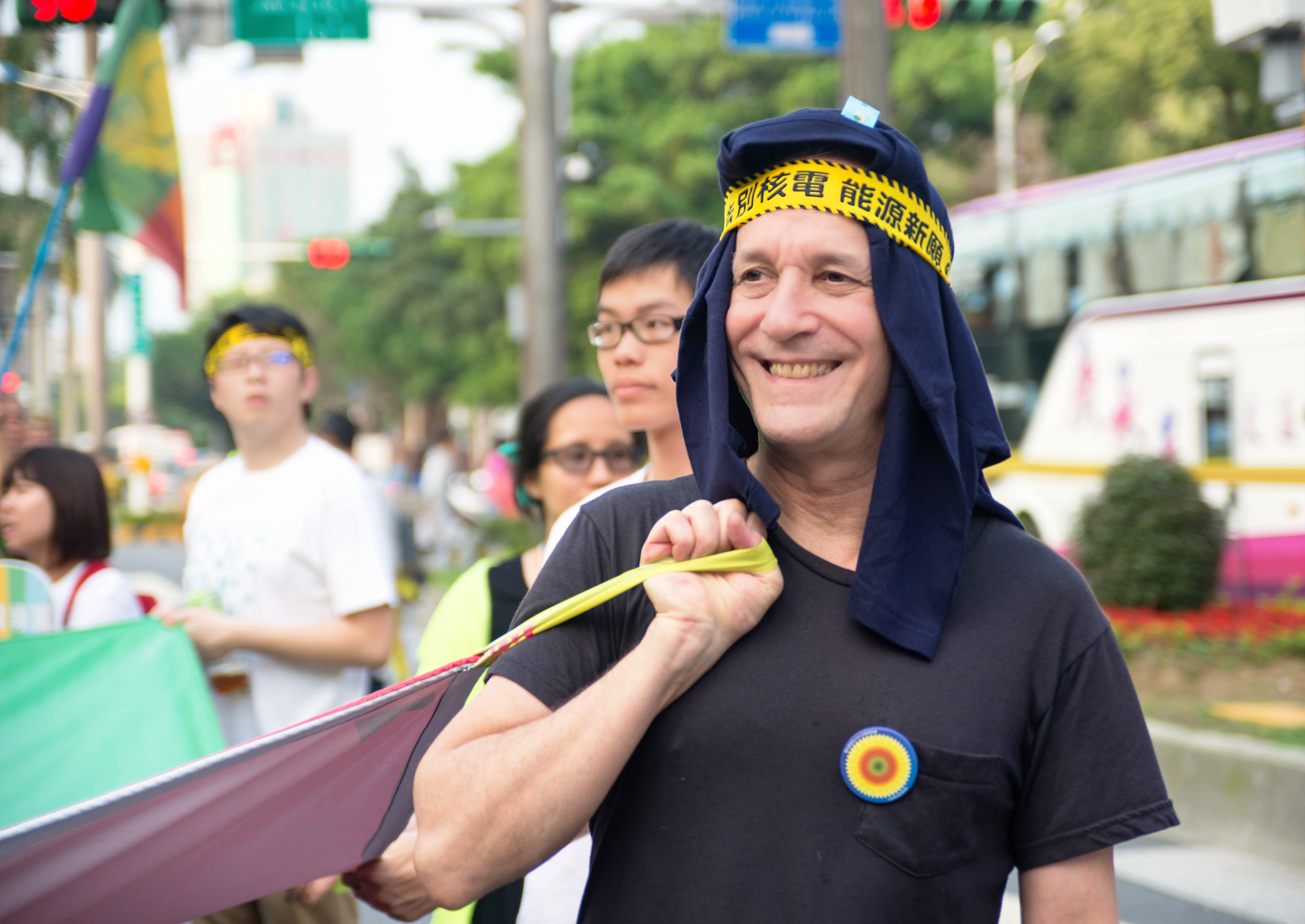
文魯彬於臺北市參加2015年核電歸零廢核遊行

2005年3月23日，台北市美國商會謝年飯活動前，曾任台北市美國商會理監事的文魯彬發文〈感謝台灣？蹧踏台灣？〉，反諷台灣盲目親美：
|  | 感謝台灣—讓我們的會員美商奇異公司賣給你們核能設備，而不用解決核廢料問題。 感謝台灣—允許我們的會員賣給你們垃圾食物（高熱量速食）、重度加工食品、基因改造食品……。 感謝台灣—成為美國武器的最佳買主。 感謝台灣—開放你們的市場，政策補貼大賣場及連鎖店，使傳統雜貨店蒸發了。 感謝台灣—讓你們人民大量消費後所製造的垃圾，就對美國焚化爐、掩埋場的技術有需求。 感謝台灣—犧牲農民利益，讓美國稻米、豬肉及各類農產品可以進口到台灣。 感謝台灣—讓我們教導台灣公司如何製造污染、降低勞動成本。 感謝台灣—繼續開路、鼓勵開車。 感謝台灣—付出你們人民的健康、土壤的健康以及個人健康的代價，來繼續保有我們製藥及化學公司的利益。 感謝台灣—讓美國教你們成為拚經濟的模範生。 感謝台灣—嚥下我們偉大美國所做的廣告、宣傳及包裝。 |

2007年9月26日，文魯彬說，核四停建又復建使民主進步黨的形象大傷，「如果民進黨不是太笨，就是太奸巧」。他說，不可諱言，民進黨在環保上做過一些偉大的貢獻：第一，強調「本土」、「愛台灣」，也就是把認同「台灣」這塊土地變成主流價值；第二，通過《環境基本法》，把永續發展放入法律。他說，但自陳水扁政府執政以來，民進黨的環保作為，大部分都是「短暫經濟」的思維，同樣令人失望；他說，環保應該要求的是永續發展的經濟，但是執政者總是狹隘地認為應該先搞好經濟再談環保，這種狹隘思維導致政府遷就財團，像是給予台塑六輕與台灣水泥以便宜的土地、水、電等，也造成台灣的二氧化碳排放量太高等污染問題。他說，政府將溫泉、國家公園及觀光據點等國家資源以BOT模式給財團經營，財團為了賺錢而肆意開發、不管土地的承載力，而大量引進外籍勞工也解決勞力問題並加速開發；國家資源民營化及開放外勞都是中國國民黨執政時期就有的政策，民進黨執政後卻加速推行；如果民進黨有心回歸當初堅持的環保核心價值，民進黨就應該徹底檢討這兩項政策。至於爭議已久的蘇花高興建問題，他希望不要淪為選舉議題，以免犧牲了台灣的環保。

### 台灣群俠護台灣
2005年11月14日，文魯彬、黃昭堂、李喬、金恆煒、涂醒哲、王美琇、魚夫、吳錦發、陳郁秀、陳菊、吳樹民、曾貴海、林育卉、林世煜、李筱峰、戴寶村、江霞、阮銘與陳鵬雲在台大校友會館召開記者會，宣佈成立「台灣群俠護台灣」助選團，呼籲選民在2005年三合一選舉「以選票捍衛台灣主權」，同時也將督促陳水扁政府追求政治改革。

### 主張台灣退出WTO
2006年6月，工人立法行動委員會等社運團體在行政院青年輔導委員會台北青年交流中心舉辦針對服務貿易總協定（GATS）的座談會「破解GATS密碼」。工委會成員賴香伶說，世界貿易組織（WTO）對民眾多壞，工人完全沒有感覺；台灣國際勞工協會（TIWA）成員吳靜如說，其實工人的勞動及每日抗爭都是在反抗WTO，只是工人自己不知道，「我們每一天都在對抗WTO」；代表台灣綠黨出席的文魯彬提議，社運團體應該成立「退出WTO」聯盟，明確訴求，向政府施壓、向公眾說明。

### 呼籲保留樂生療養院
2007年4月15日，上百個聲援保留樂生療養院的團體舉行「樂生保留最後一戰─全台鬥陣挺樂生」大遊行，要求政府讓樂生療養院保留案及台北捷運新莊線通車案雙贏，文魯彬說：「捷運和樂生，該裁的當然是捷運！捷運不但要蓋電廠，還要耗費大量的資源，還不如保留樂生這塊綠地！」

### 環境保育議題
2007年5月24日，文魯彬召開記者會，自嘲「經濟絆腳石」擋人財路，很可能會出現台北縣議員吳善九遭槍殺的命運，因此他公開向行政院環境保護署（環保署）官員道歉。
2007年7月19日，第6屆環評委員召開最後一次環評大會，文魯彬中途離席，並向正在環保署大門前靜坐抗議的環評委員徐光蓉與前環評委員詹順貴表達聲援之意，共同抨擊政府與財團聯手綁架台灣生態；文魯彬並在抗議現場怒撕《環境基本法》一書，痛罵「台灣環評制度已回到戒嚴時代」。
2007年8月10日，環保署署長陳重信坐視環保署政風室主任范大維暴力驅逐《自由時報》記者周富美採訪環評大會，是為周富美事件。2007年8月11日，文魯彬說，陳重信曾經在臺灣戒嚴時期名列黑名單而長期滯留美國，現在卻在臺灣實施「環評戒嚴」對記者動粗，實在諷刺。
2007年12月5日，文魯彬與台灣綠黨秘書長潘翰聲、台灣綠黨全國不分區立委提名人陳曼麗等人到民進黨中央黨部前高喊「黑金民進黨，無能抗暖化」、「犧牲環境，討好財團」口號，抗議民進黨不重視環保；當台灣綠黨代表準備離去時，文魯彬突然朝民進黨中央黨部丟擲多份《環境基本法》文宣，遭現場警力架離，現場一度緊張。

### 批評馬英九綠卡問題
2008年3月14日，文魯彬與黨外運動十八飛鷹律師謝穎青在報紙刊登半版廣告，宣稱中國國民黨總統候選人馬英九的綠卡仍有效。面對文魯彬的質疑，馬英九回應是「他是哪個移民法的專家嗎」、「我覺得，環保人士專心作環保嘛」。

### 罷免馬系立委
2013年8月14日，文魯彬與作家馮光遠、導演柯一正、作家南方朔、音樂人林生祥、國立清華大學榮譽退休教授彭明輝等發起憲法133實踐聯盟，推動罷免「曲從馬意、違反民意」的立法委員，以促進台灣民主深化，讓代議士知道民主不是只有4年1次的選舉，罷免更不是只寫在《憲法》第17條與第133條的空話。憲法133實踐聯盟發表「公民罷免運動聲明」指出：馬英九無能還到處放火，上任後不僅633跳票，執政無方導致經濟疲弱，不思國營事業改革，卻悍然堅持油電雙漲，無視民生疾苦；這個政權以野蠻的態度回應人民理性的訴求，以粗暴的權力踐踏台灣的民主自由，罔顧民間反對聲浪，護航危害後世未來的恐怖核四，背棄基本誠信，縱容土豪強奪民地，黑箱作業急忙密簽禍國殃民的服貿協議，馬政權根本是一個無法被文明說服的獨裁寡頭；只有具體的行動，才能矯正這個政權的傲慢偏差；但因罷免總統門檻太高，將發動從各選舉區罷免「馬系立委」下手。

## 參政經歷
2009年2月13日，文魯彬向台北市選舉委員會登記參選台北市第六選舉區立法委員缺額補選，被台北市選舉委員會認為違反《公職人員選舉罷免法》規定「歸化中華民國國籍滿十年，始得成為候選人」而不予受理。文魯彬說，他在台灣居住超過30年、放棄美國國籍並歸化中華民國國籍已超過4年卻被限制參政權，李慶安持有雙重國籍卻能擔任公職14年，所以他質疑此規定違憲、有歧視新移民之嫌，他將透過訴願、行政訴訟、釋憲等法律途徑爭取權利。
2015年3月31日，文魯彬宣布角逐2016年中華民國立法委員選舉臺北市第一選舉區立委，即代表士林北部和北投的席位，對上國民黨蟬聯八屆的現任立委丁守中，以及民進黨徵召的吳思瑤。11月25日文魯彬發出「政治這條路慢慢走」聲明，表示尚未準備好，最後並未登記為正式候選人。
文魯彬是台灣廢除死刑運動的參與者。

## 外部連結
- 文魯彬 Robin Winkler的Facebook專頁
- 台灣蠻野心足生態協會
- 蠻野心足 文魯彬的自然情懷 將專業貢獻給台灣
- 文魯彬 Robin J. Winkler （页面存档备份，存于）